# 倉成淳
倉成 淳（くらなり じゅん、1956年8月20日 - ）は、日本の政治家。岩手県奥州市の市長（1期）。

## 来歴
岩手県水沢市（現・奥州市）出身。水沢市立姉体小学校（現・奥州市立姉体小学校）、水沢市立南中学校（現・奥州市立水沢南中学校）を経て、1975年岩手県立水沢高等学校卒業。卒業後は北海道大学農学部農芸学科に入学し、1979年に卒業。卒業後はカルピスに入社し、研究開発、生産、国際事業分野に従事し、国立予防衛生研究所などに研究生として出向した。2003年アメリカのカルピスの現地法人CALPIS USA INC.社長に就任する。2011年カルピス社発酵応用研究所長。2011年カルピス執行役員、2016年アサヒカルピスウエルネス常務取締役となる。2019年に帰郷し、奥州市胆沢にある温泉施設ひめかゆの経営企画アドバイザーとなる。2022年2月に奥州市長選挙に出馬表明。3月6日の市長選挙で現職の小沢昌記を26825票差で破った。

## その他
2023年のワールド・ベースボール・クラシック (WBC) で日本代表の一員としてMVPを獲得した大谷翔平は小学校と中学校の後輩にあたる。